# 阿德尔
阿德尔（法語：Ardres，法語發音：[aʁdʁ]）是法国上法蘭西大區加来海峡省的一个市镇，属于圣奥梅尔区。

## 地理
阿德尔（50°51'17"N, 1°58'39"E）面积13.52 平方千米，位于法国上法蘭西大區加来海峡省，该省份为法国北部沿海省份，西北濒北海，南至索姆省，东临北部省。
与阿德尔接壤的市镇（或旧市镇、城区）包括：盖姆斯、卢什、涅勒莱萨德尔、诺尔凯尔克、莱萨塔克、欧坦格、巴兰冈、布雷姆。
阿德尔的时区为UTC+01:00、UTC+02:00（夏令时）。

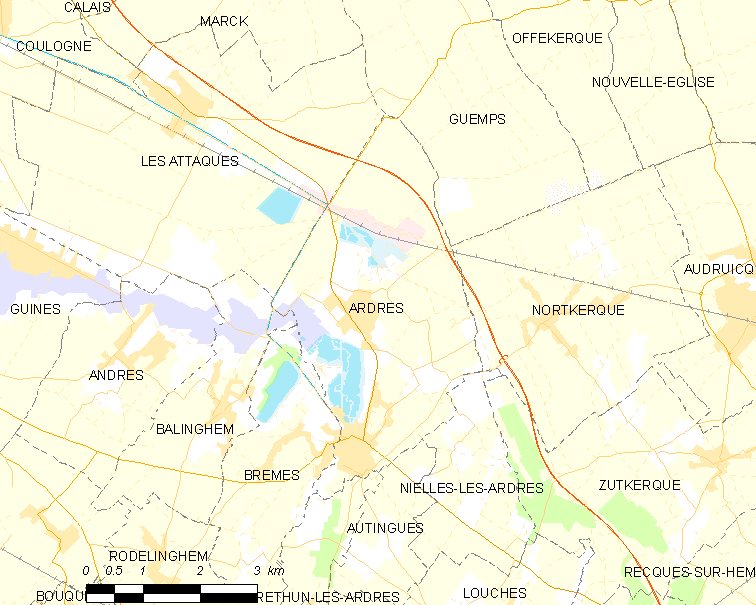
阿德尔的OSM定位图

## 行政
阿德尔的邮政编码为62610，INSEE市镇编码为62038。

## 政治
阿德尔所属的省级选区为加来第二县。

## 人口

1962-2008年间阿德尔人口变化图示

阿德尔于2022年1月1日时的人口数量为4393人。